# Université de l'Est (États-Unis)
L’Université de l'Est (en anglais : Eastern University) est une université privée baptiste située à St-Davids en banlieue de Philadelphie, en Pennsylvanie aux États-Unis. Elle est affiliée aux Églises baptistes américaines USA.

## Histoire
L'université a ses origines dans la fondation du Eastern Baptist Theological Seminary en 1925 à Philadelphie par six pasteurs baptistes conservateurs de l’American Baptist Publication Society. En 1932, un département collégial a été fondé . En 1952, il est devenu autonome du séminaire et a déménagé à St-Davids, en banlieue de Philadelphie, sous le nom de Eastern Baptist College. En 2001, il est devenu une université. Pour l'année 2020-2021, elle comptait 3,504 étudiants.

## Affiliations
Elle est affiliée aux Églises baptistes américaines USA.